# هوليس كاسويل
هوليس ليلاند كاسويل (22 أكتوبر 1901 - 22 نوفمبر 1988) كان تربويًا أمريكيًا أصبح مرجعًا في تخطيط المناهج الدراسية في المدارس. أشرف على دراسات استقصائية لممارسات المناهج في العديد من الأنظمة المدرسية، وألف العديد من الكتب حول هذا الموضوع.
انضم كاسويل إلى المجلس الاستشاري التحريري لموسوعة الكتاب العالمي عام 1936، وأصبح رئيسًا لها عام 1948. في عام 1954، عُيّن كاسويل رئيسًا لكلية المعلمين في جامعة كولومبيا في مدينة نيويورك، وشغل منصب رئيسها حتى عام 1962.
من عام 1962 إلى عام 1966، شغل كاسويل منصب الرئيس العام للمجالس الاستشارية التحريرية لشركة فيلد إنتربرايزز التعليمية.
بعد تقاعده من رئاسة كلية المعلمين، استمر كاسويل في الكلية، حيث عُيّن أستاذًا في التربية منحة مارشال فيلد الابن. وظل يشغل هذا المنصب حتى عام 1967.